# Caponèt
Il caponèt (AFI [kapʊˈnɛt]) è un involtino di verza ripieno di carne, piatto tipico della cucina piemontese. Detti involtini sono anche noti come pèss-còj, parola composta che si traduce dal piemontese come "pesci-cavolo".

## Preparazione

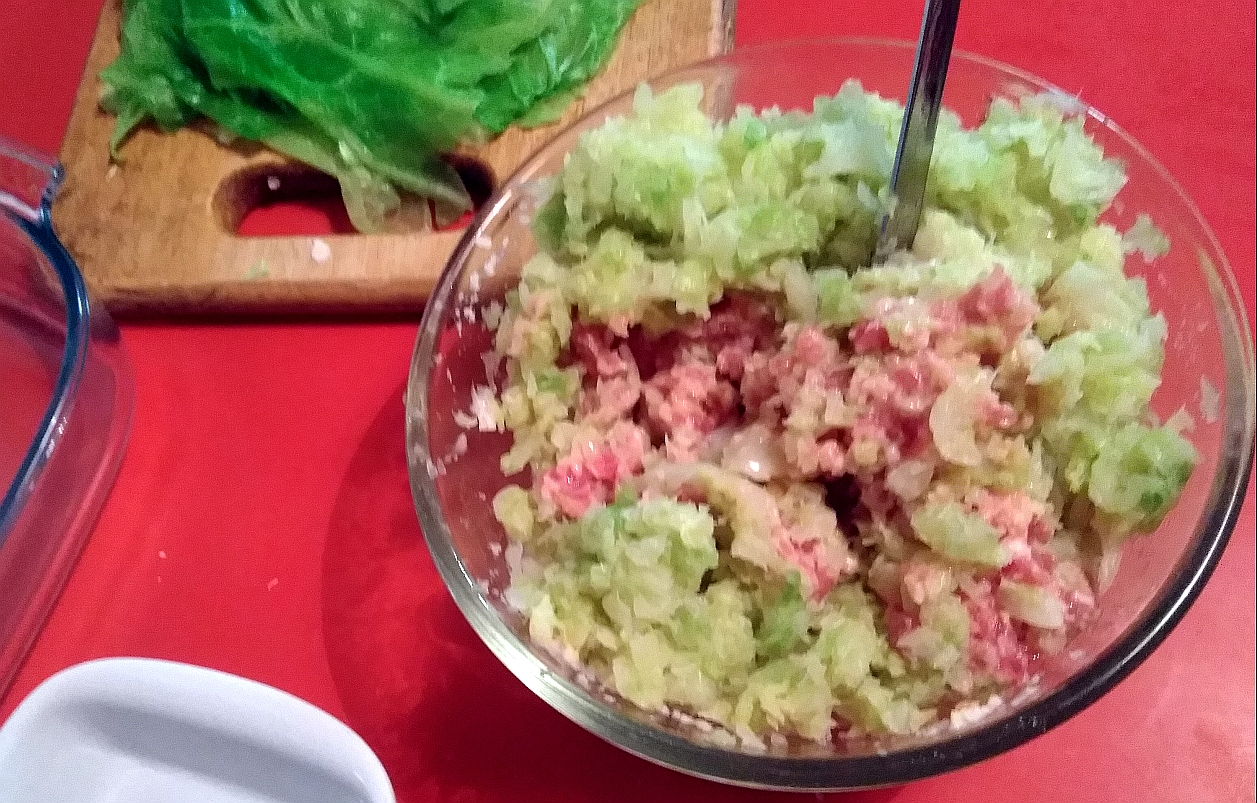
Preparazione del ripieno

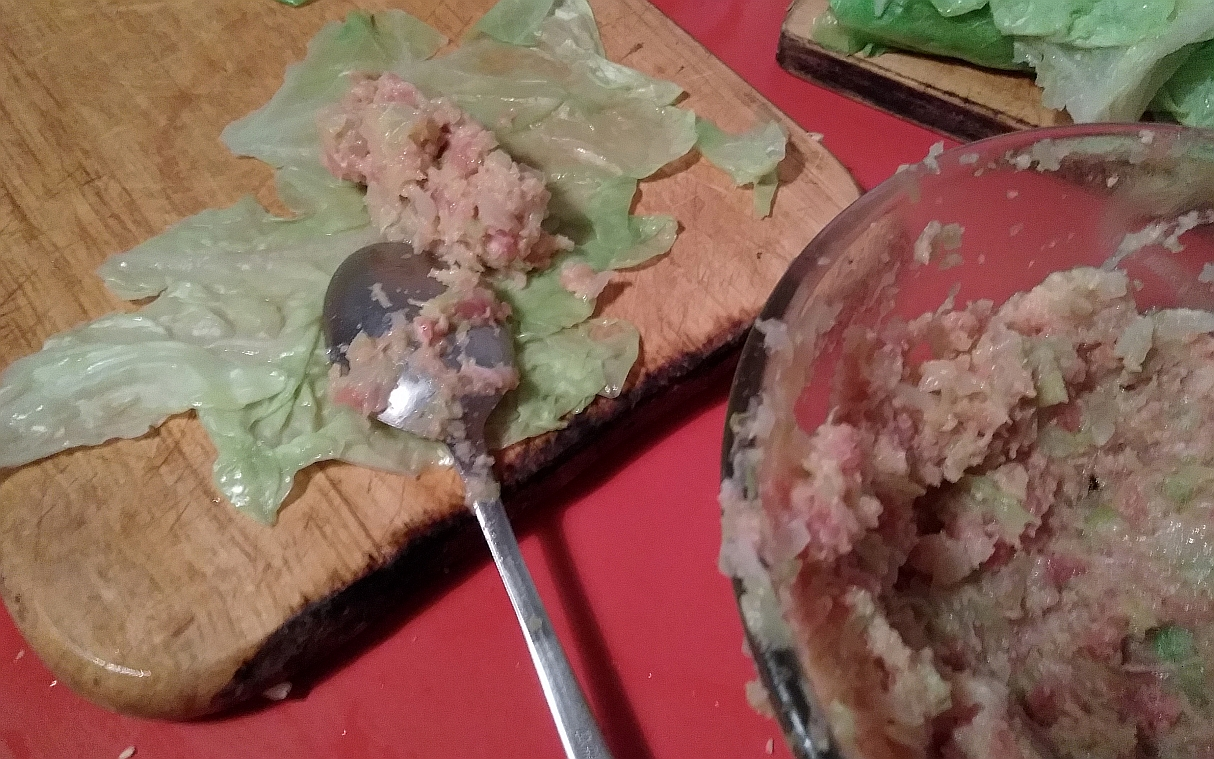
La farcitura delle foglie di verza

Da un cavolo verza vengono asportate alcune foglie che, dopo essere state sbollentate, andranno messe da parte per poi essere utilizzate come rivestimento dell'involtino. Il resto del cavolo viene privato delle parti più dure, bollito per una decina di minuti e poi tritato finemente. L'altra componente principale del ripieno è composta da carne trita di maiale e/o salsiccia fresca sbriciolata, cotta per una ventina di minuti su di un soffritto con cipolla, sale e pepe. Vengono inoltre aggiunti al ripieno pangrattato, uovo, formaggio grattugiato ed eventualmente dadini o listelli di lardo. Gli involtini, composti avvolgendo attorno a cilindretti di ripieno le foglie di verza precedentemente sbollentate, vanno cotti in forno per circa mezz'ora. In alternativa, la cottura può avvenire in padella.

## Varianti locali
Nella zona di Novara gli involtini di cavolo prendono il nome di quagliette, mentre nel Vercellese vengono chiamati caponòt e nel ripieno si utilizza anche il riso. Al posto della carne fresca di maiale sono a volte usati gli avanzi di salame non troppo duro, ad esempio di salame della duia, che si mantiene morbido grazie alla copertura di grasso. Nel Biellese sono chiamati invece caponit. Come alternativa, la polpa di carne di manzo può essere utilizzata al posto di quella di maiale.

## Utilizzo
I caponèt sono un antipasto tipicamente festivo. Più adatti alla stagione autunnale o invernale che a quella estiva, vengono preferibilmente accompagnati da vini rossi.